# Puerta del Sol (Tolède)
La Puerta del Sol est une porte fortifiée de style mudéjar située à Tolède, ville de la communauté autonome de Castille-La Manche en Espagne.

## Localisation
La porte se situe dans le secteur nord-est de la vieille ville de Tolède, à quelques centaines de mètres da la Porte de Bisagra et de l'église Santiago del Arrabal et à quelques dizaines de mètres de l'ancienne mosquée Bab al-Mardum, plus connue sous le nom de « mosquée Cristo de la Luz ». Elle donne accès à la calle Carretas.

## Historique
La Puerta del Sol est un édifice de style mudéjar édifié au XIVe siècle. 
Elle constitue un des rares exemples d'architecture mauresque militaire, aux côtés de la porte de Tolède à Ciudad Real (qui date comme elle du XIVe siècle), du château de Coca (XVe siècle) et de la forteresse d'Almodóvar del Río (réédifiée en 1902).

## Architecture
La Puerta del Sol est composée d'une porte, d'une tour carrée (à droite) et d'une tour semi-circulaire (à gauche). 
La partie inférieure de la porte, édifiée en pierre de taille assemblée en grand appareil, comporte un grand arc outrepassé reposant sur des piédroits en pierre de taille, placé sous un grand arc arc outrepassé brisé supporté par de hautes colonnes de pierre.
La partie supérieure de la porte, réalisée en briques, est ornée d'un décor identique à celui qui orne le portail occidental de l'église Santiago del Arrabal, consistant en un grand panneau orné d'arcs outrepassés entrecroisés donnant l'illusion d'une série d'arcs outrepassés brisés, lui-même surmonté d'une frise de dents d'engrenage et d'un petit panneau orné d'arcs polylobés entrecroisés.
Les tours qui encadrent la porte sont, pour leur part, édifiées en moellons. 
La tour de droite, de section carrée, est percée de fenêtres cintrées surmontées, chacune, d'une frise de dents d'engrenage.
La tour de gauche, semi-circulaire, porte plusieurs échauguettes sur corbeaux ornées de baies aveugles à arc polylobé.
La porte, les tours et les échauguettes sont surmontés de parapets aux merlons de style almohade.